# Großsteingrab Boitin
Das Großsteingrab Boitin ist eine megalithische Grabanlage der jungsteinzeitlichen Trichterbecherkultur bei Boitin, einem Ortsteil von Tarnow im Landkreis Rostock (Mecklenburg-Vorpommern).

## Lage
Das Grab befindet sich wenige hundert Meter nördlich von Boitin auf einem Feld. 1,9 km nordwestlich liegt ein Steinkreis, der sogenannte Boitiner Steintanz. Etwa 2,5 km südöstlich liegen die beiden Großsteingräber im Tarnower Forst.

## Beschreibung
Die Anlage ist in der wissenschaftlichen Literatur bislang nur listenartig erfasst, aber nicht näher beschrieben worden. Eine genauere Untersuchung oder Ausgrabung hat bisher nicht stattgefunden. Eine steinerne Umfassung lässt sich nicht ausmachen. Erhalten ist noch die Grabkammer, die zum Typ der Großdolmen gehört. Sie besitzt eine gut erhaltene Hügelschüttung, die ursprünglich eine Rollsteinpackung aufwies. Die Kammer wies ursprünglich mindestens drei Wandsteine an jeder Langseite auf. Hiervon sind noch mindestens vier sowie der Abschlussstein einer Schmalseite vorhanden. Diese stecken zum Teil tief in der Erde. Ob die restlichen Wandsteine fehlen oder vollständig mit Erde bedeckt sind, ist unklar. Die Decksteine fehlen hingegen vollständig.